# Олекси Тихого (станція швидкісного трамвая)
50°26′47″ пн. ш. 30°27′18″ сх. д. / 50.44639° пн. ш. 30.45500° сх. д.
«Оле́кси Ти́хого» (до 2020 року — «Польова») — станція Правобережної лінії Київського швидкісного трамвая, розташована між станціями «Індустріальна» і «Політехнічна». Відкрита у 1978 році. Названа на честь українського правозахисника Олекси Тихого.

## Історія
У підземному переході станції був розміщений рельєф на військову тематику, демонтований під час реконструкції 2010 року. У жовтні 2010 було завершено реконструкцію в підземному переході станції. На відреставрованих стінах було виконані різнобарвні малюнки в стилі графіті. Своєю чергою, ці малюнки були демонтовані під час реконструкції 2011 року.
12 жовтня 2008 року дільниця «Політехнічна» — «Вацлава Гавела» була закрита на реконструкцію. Станція планувалася до відкриття 16 жовтня 2010 року, але не була відкрита через неготовність станції приймати пасажирів. Відкриття відбулося 25 жовтня 2010 року.
З 7 грудня 2010 року по 17 січня 2011 року була закрита на реконструкцію.
У 2019 році завершено капітальний ремонт станції вартістю близько 30 мільйонів гривень з встановленням нових світлових груп.
5 лютого 2020 року станція офіційно перейменована з «Польової» на «Олекси Тихого» за рішенням КМДА, на честь українського правозахисника, мовознавця та політв'язня Олекси (Олексія) Івановича Тихого. Зупинка знаходиться поруч із  вулицею Олекси Тихого (до 2019 — Виборзька).

## Зображення

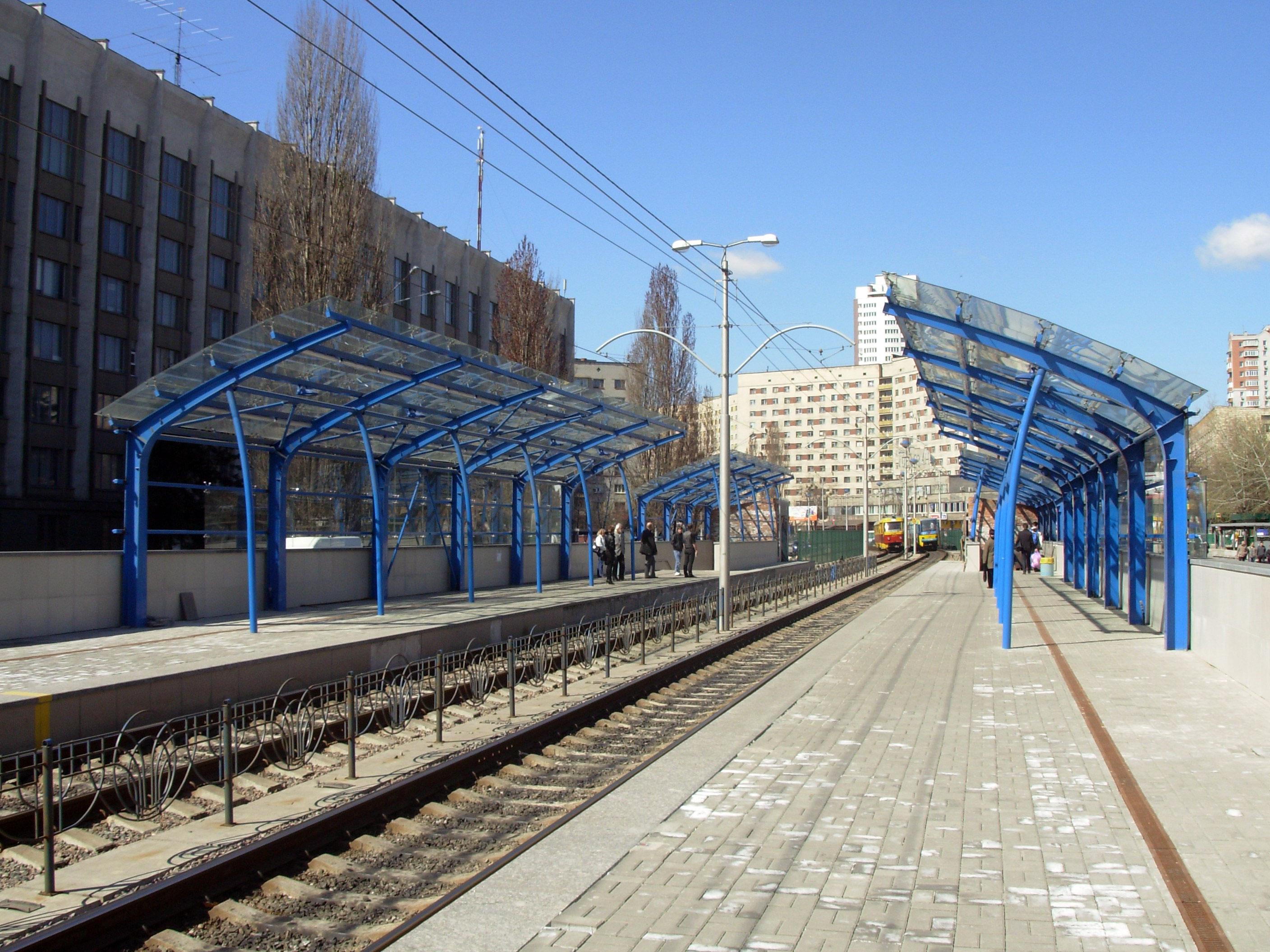
Станція в 2010 році
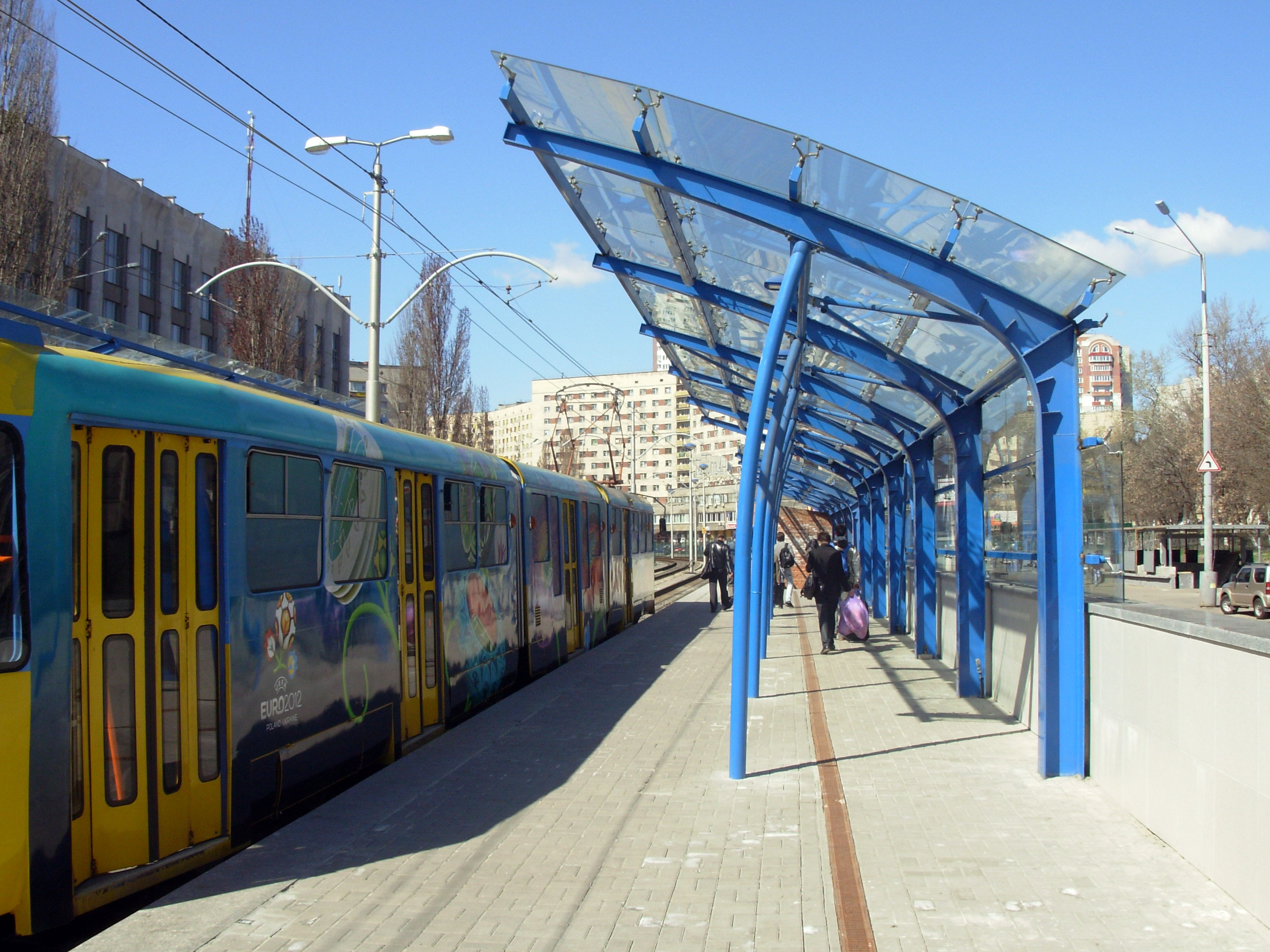
Посадкова платформа
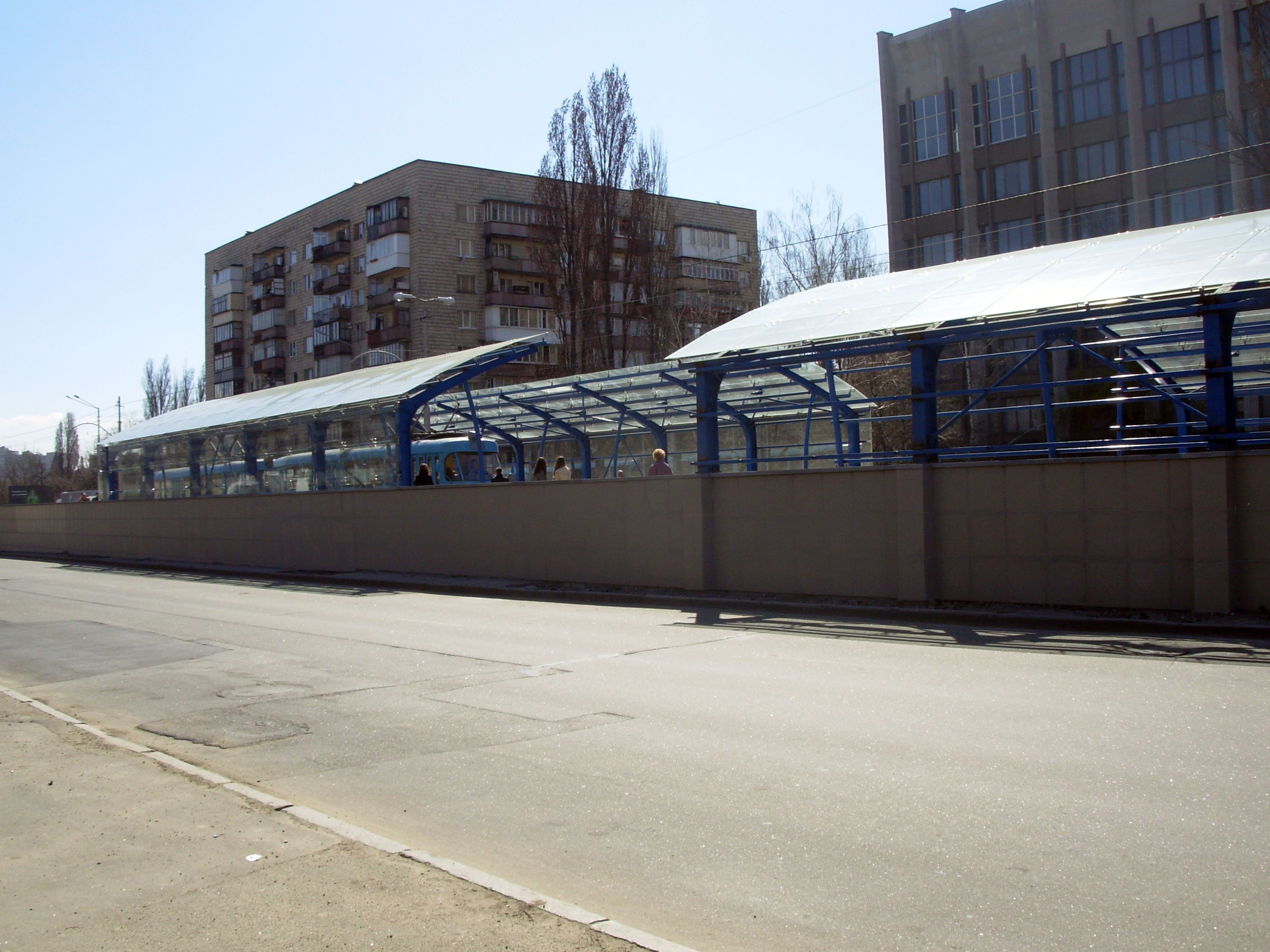
Вид на станцію ззовні
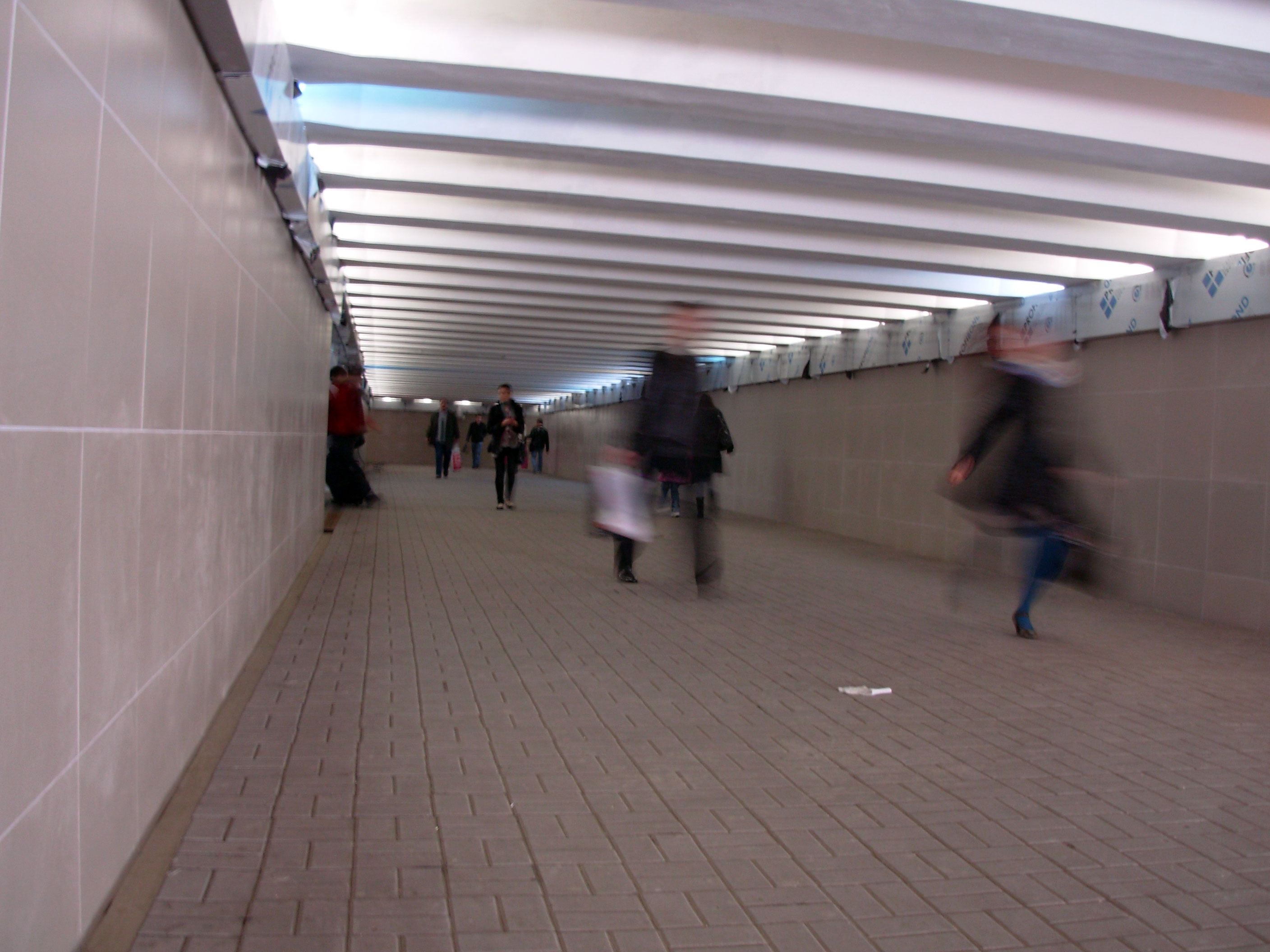
Підземний перехід станції
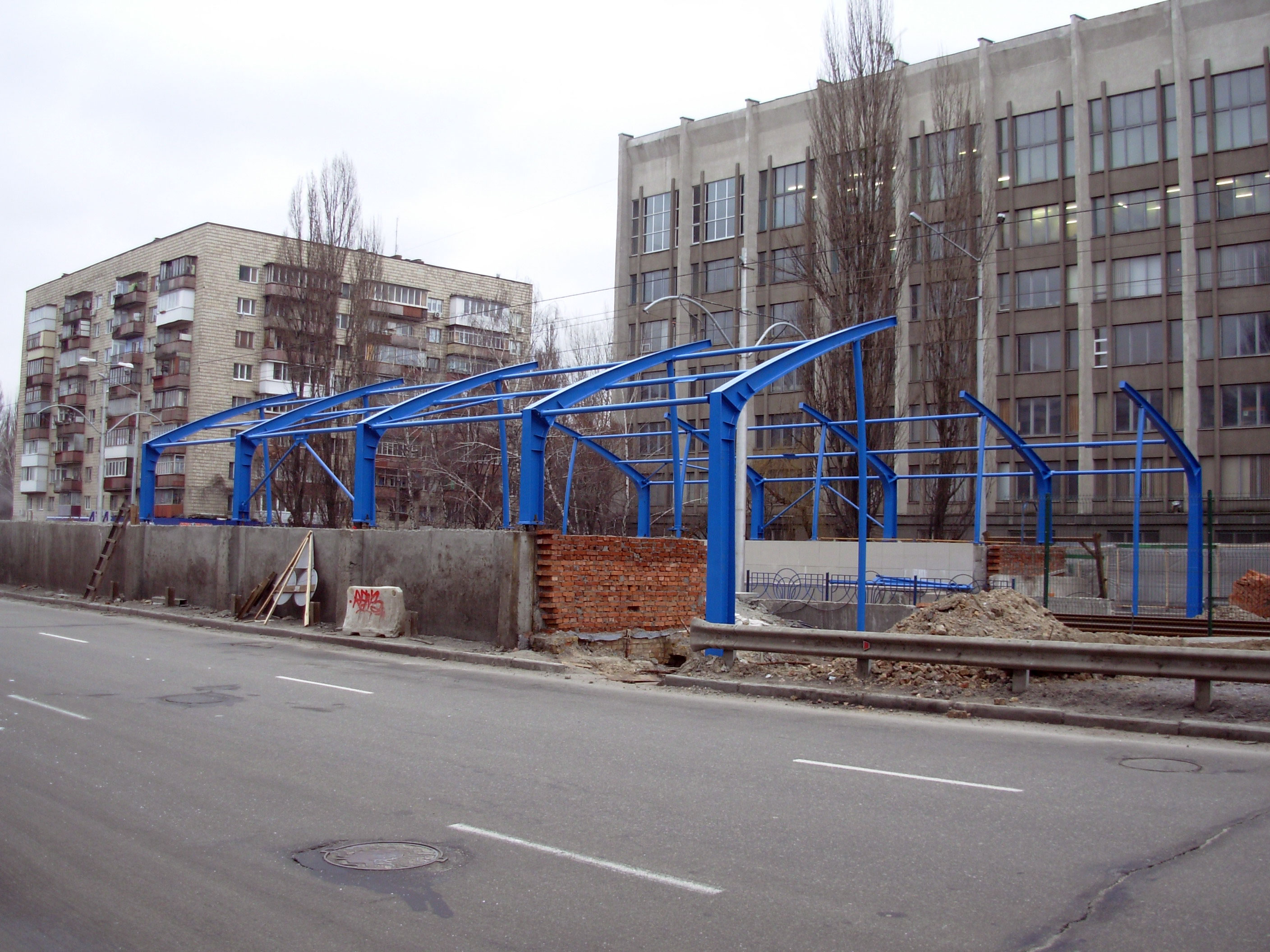
Реконструкція станції, грудень 2010
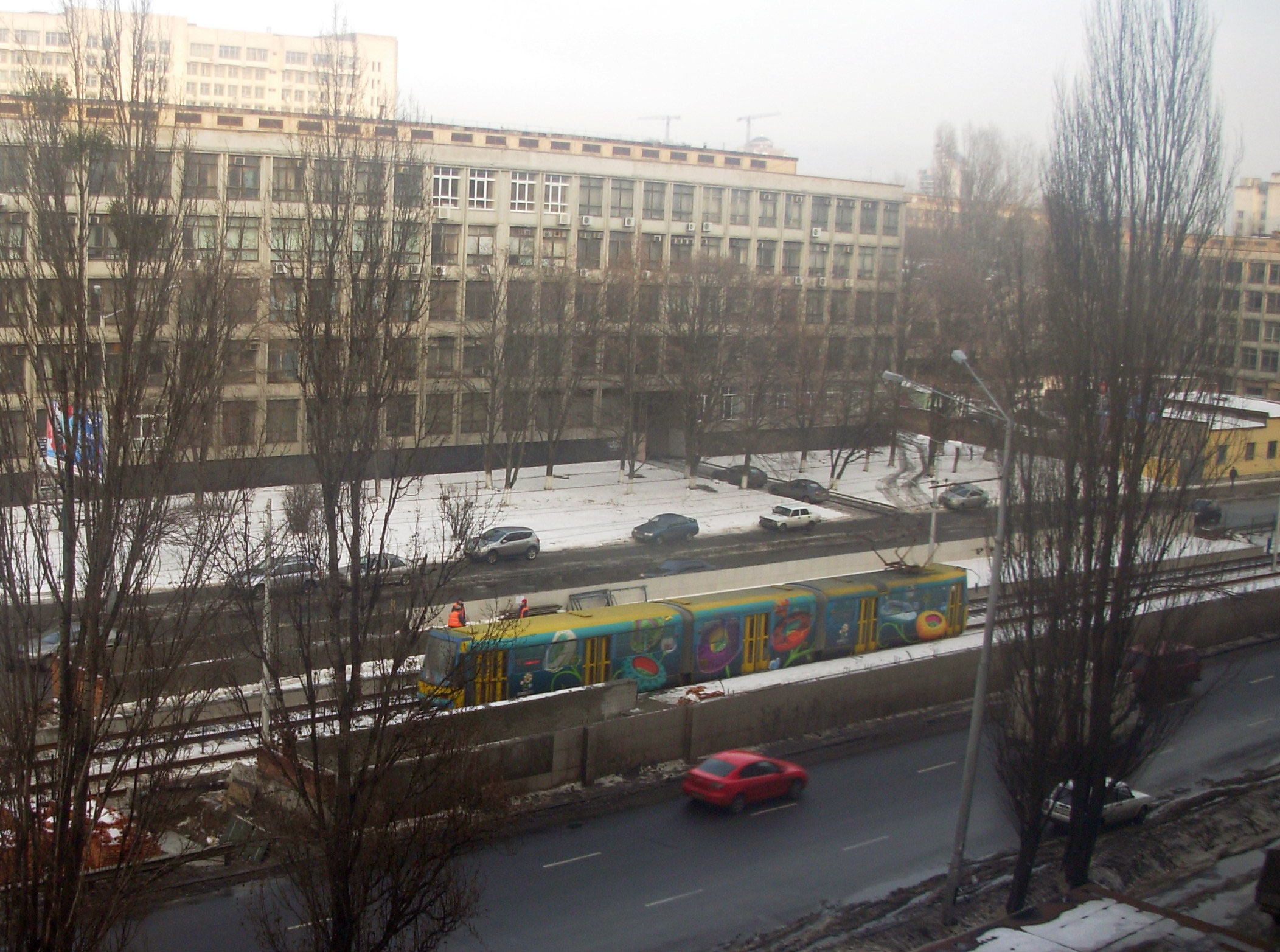
Вид на станцію згори під час реконструкції, грудень 2010
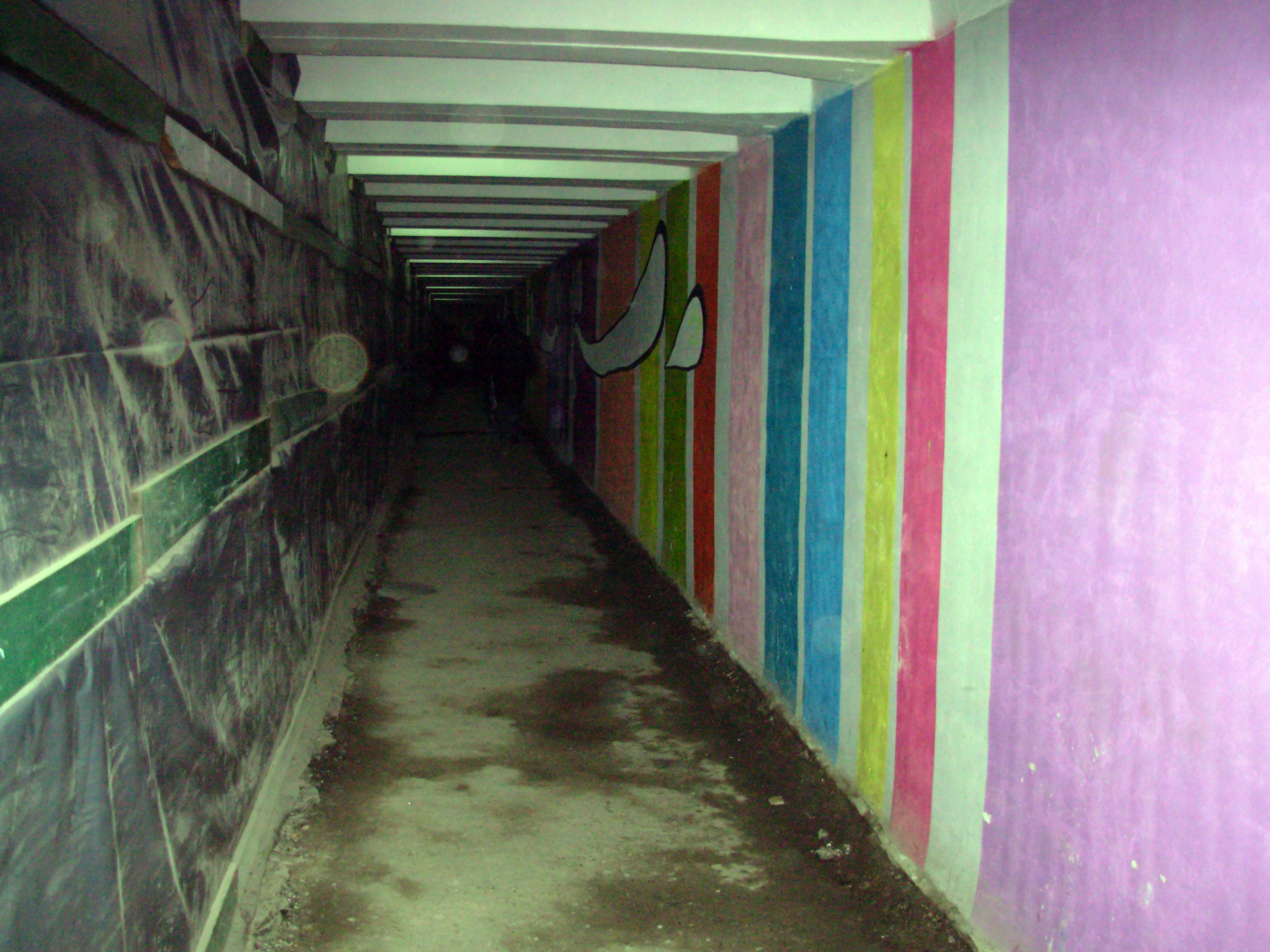
Пішохідний перехід під час реконструкції, грудень 2010
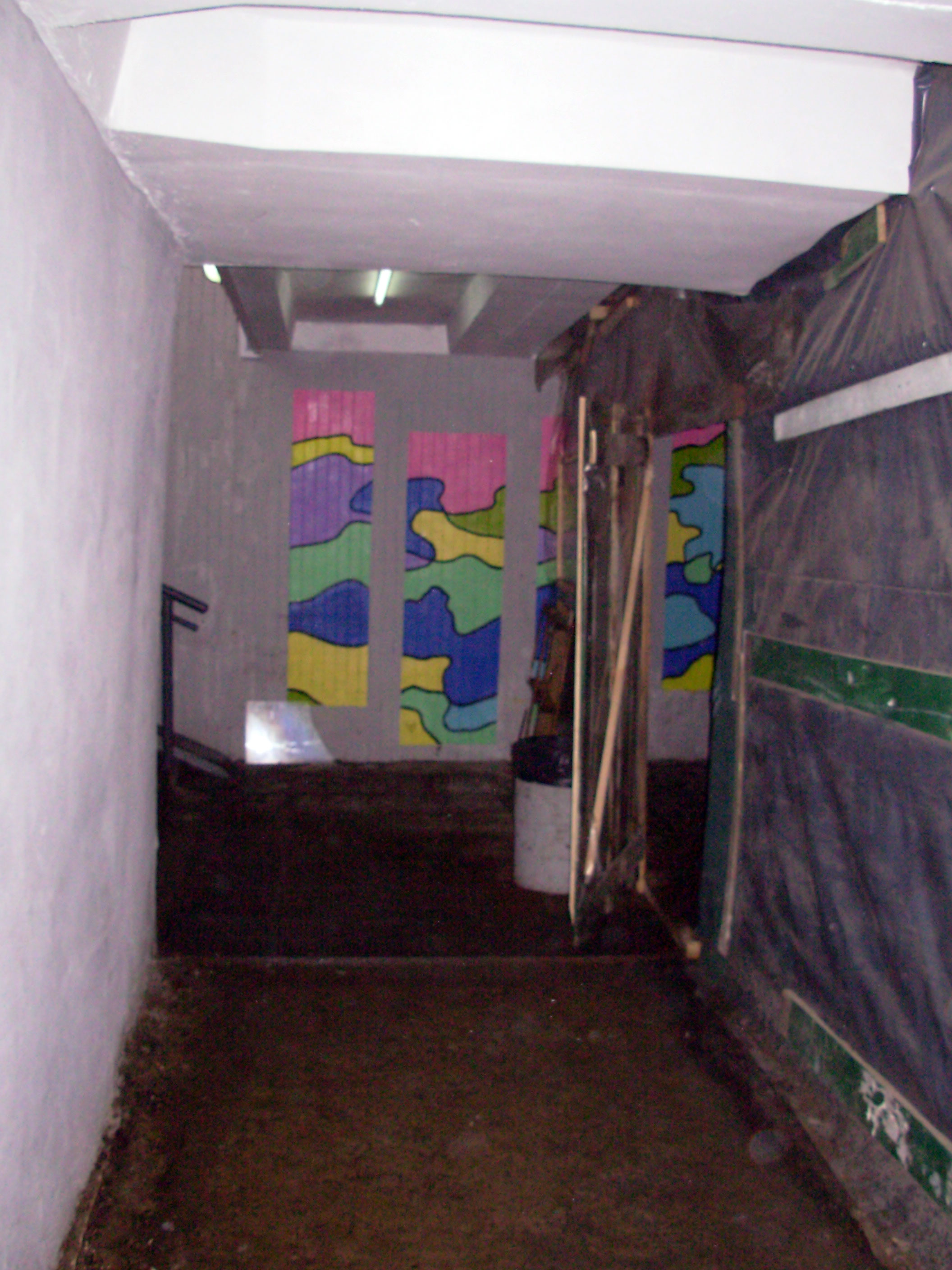
Пішохідний перехід під час реконструкції, грудень 2010
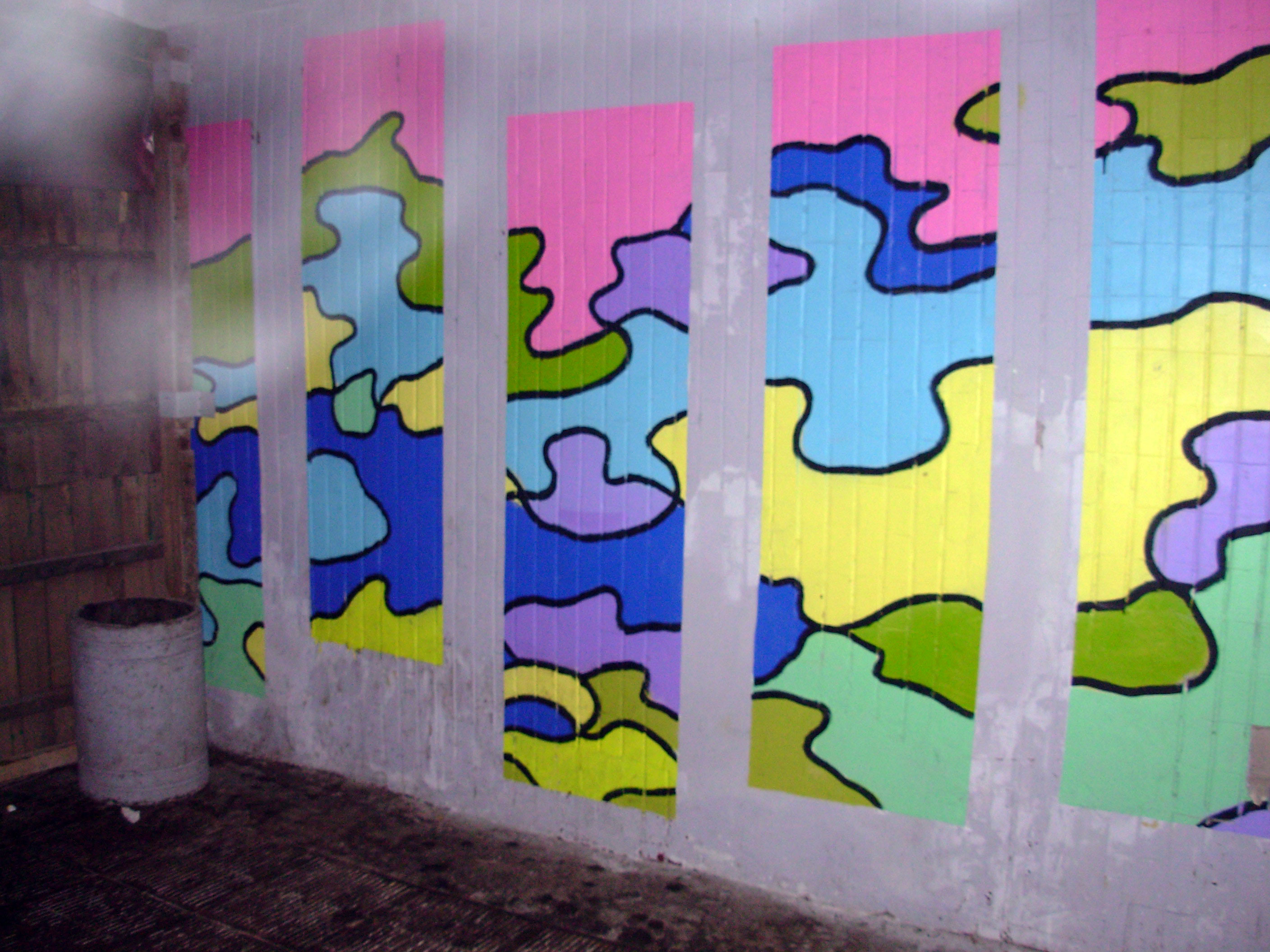
Пішохідний перехід під час реконструкції, грудень 2010
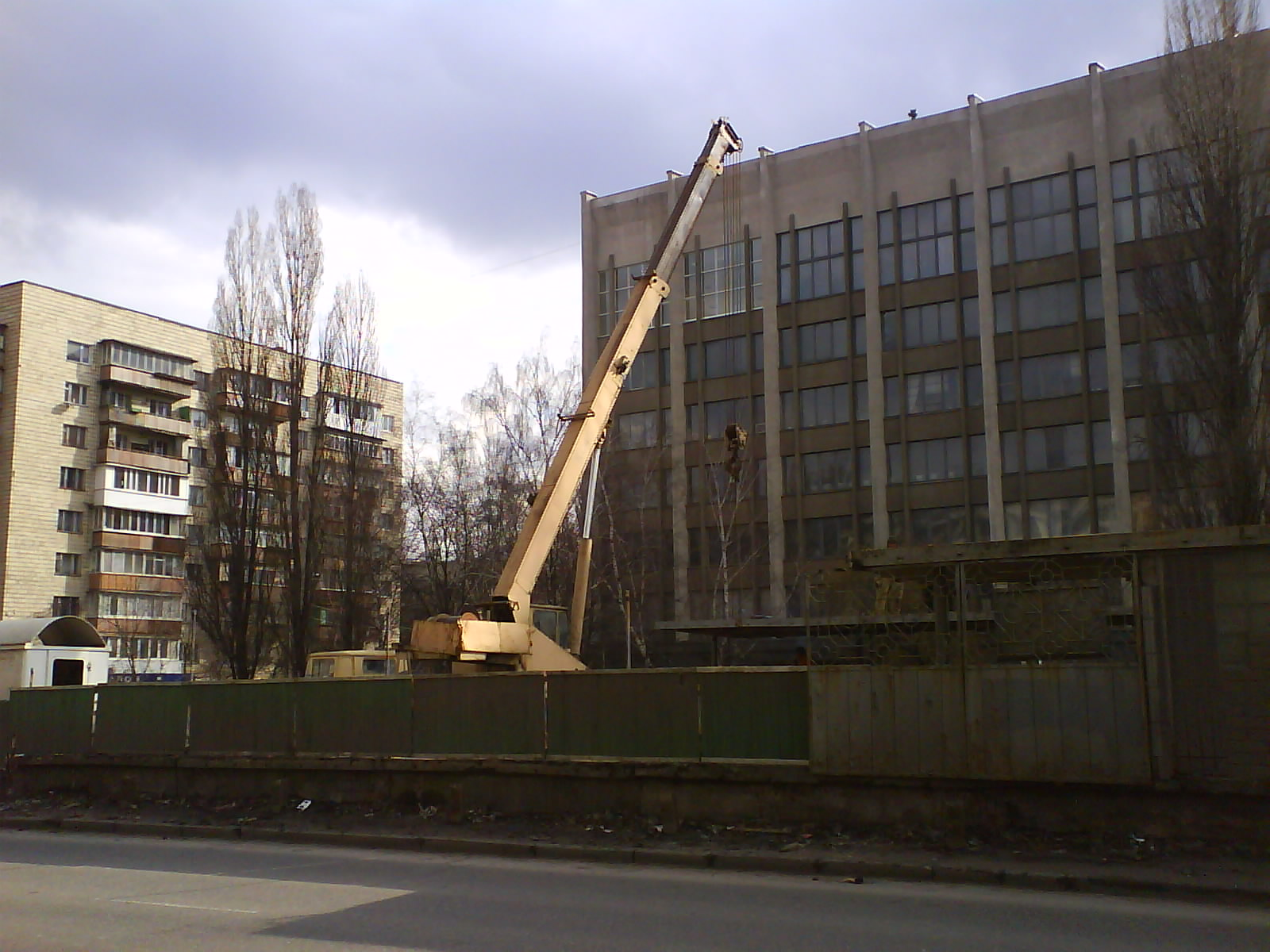
Реконструкція станції, 2009
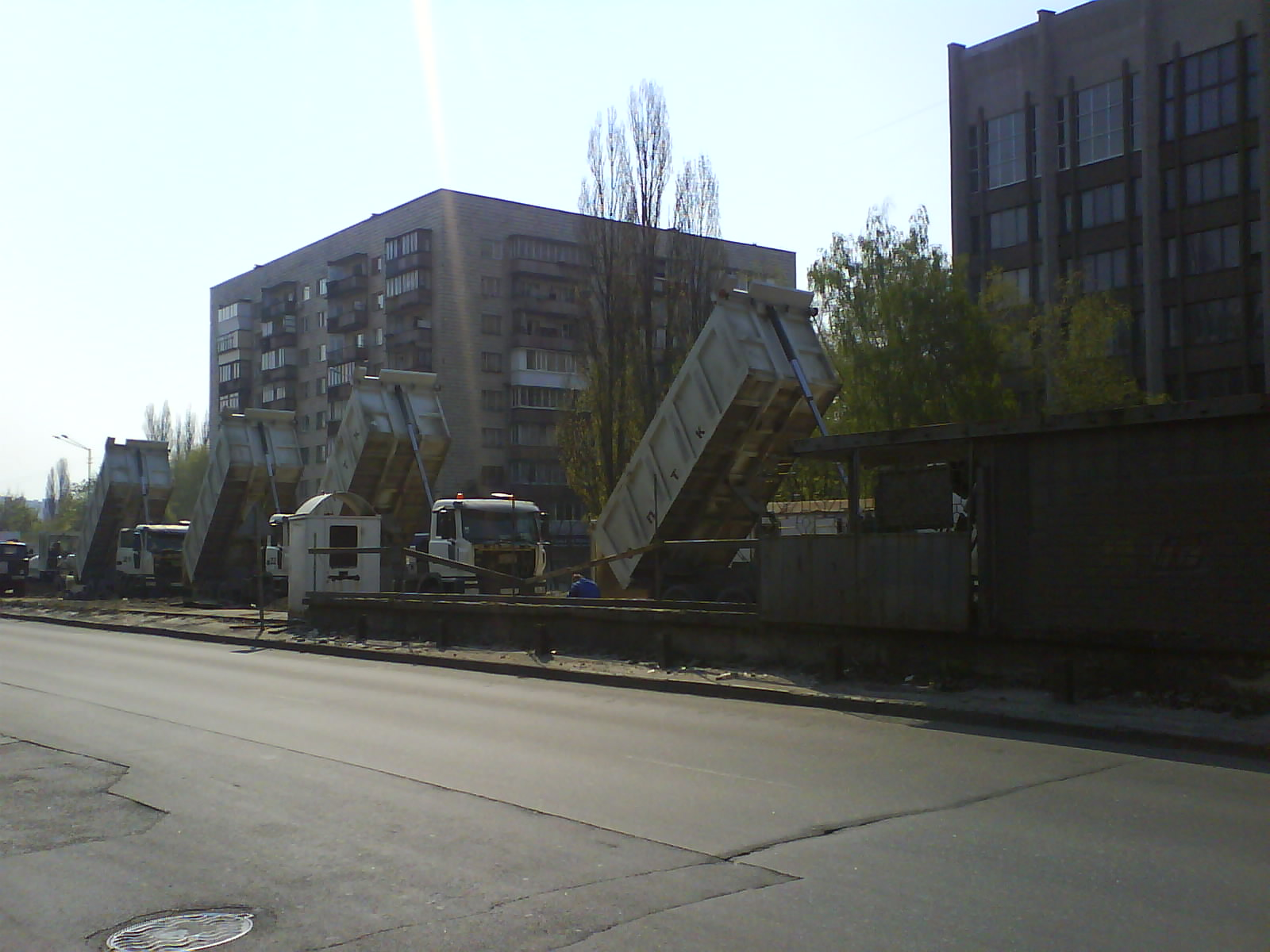
Реконструкція станції, 2009
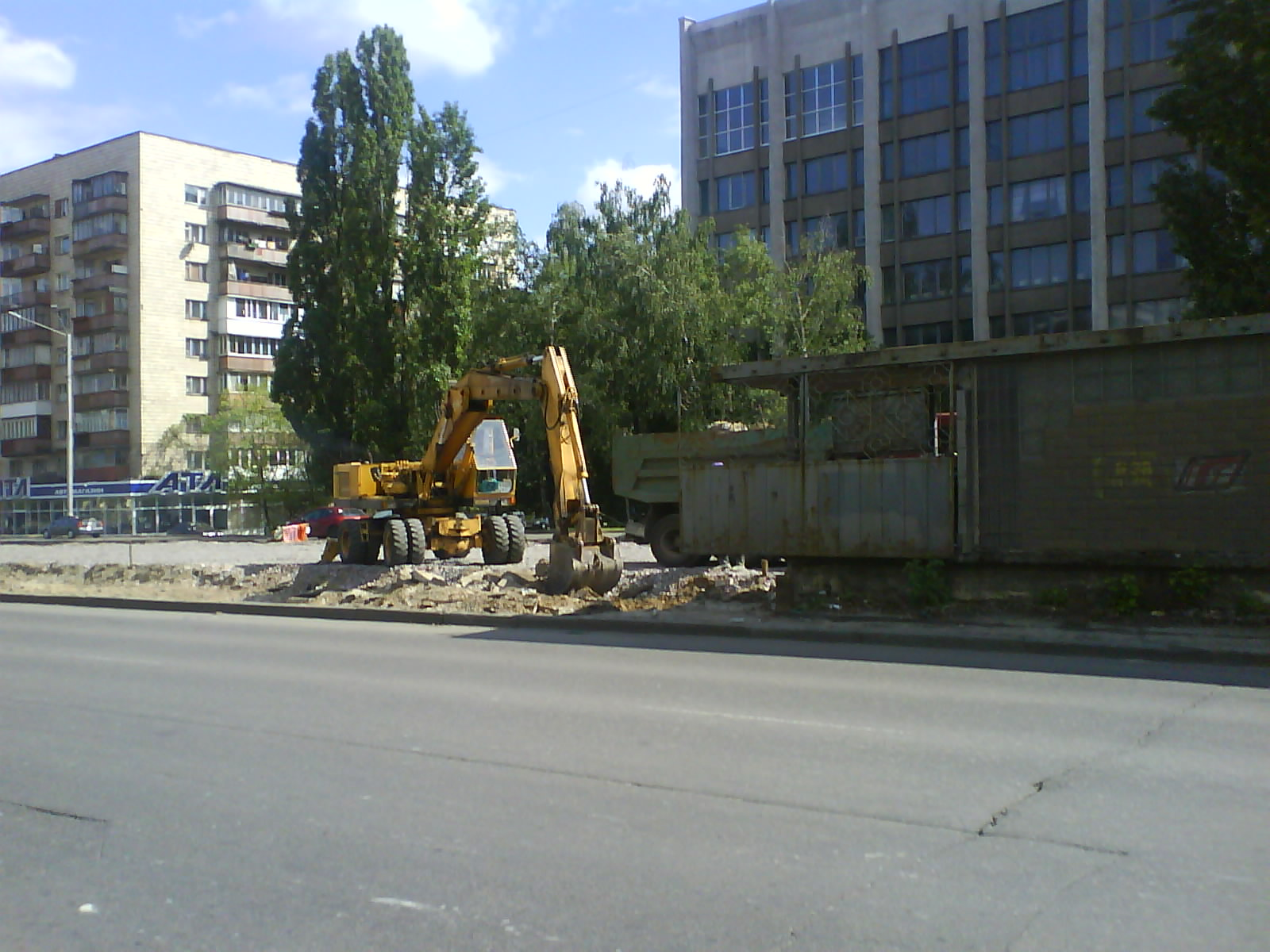
Реконструкція станції, 2009
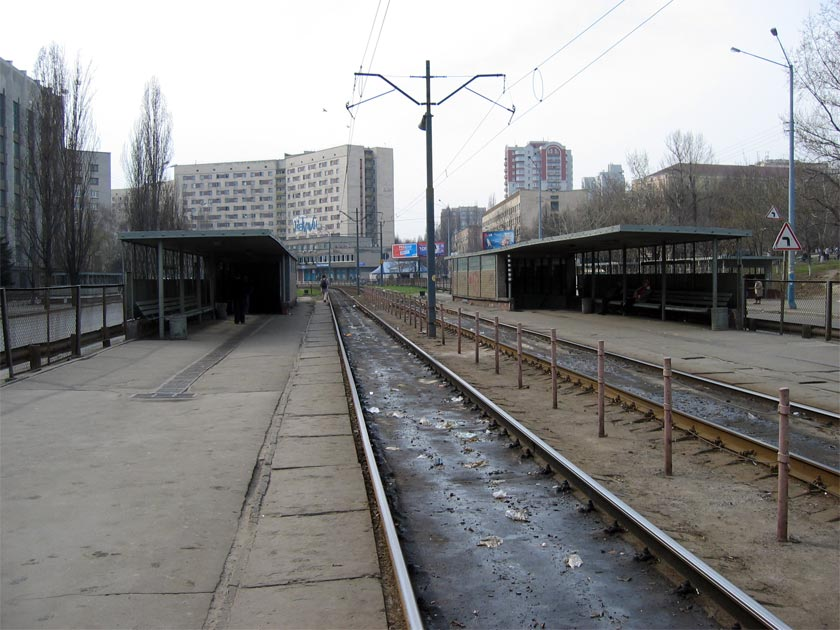
Станція до реконструкції, 2005
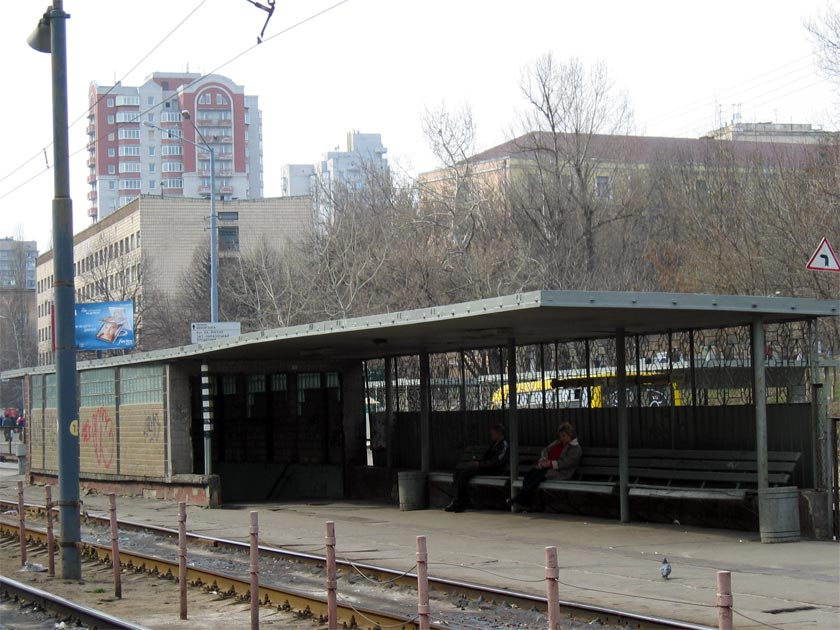
Посадкова платформа, 2005
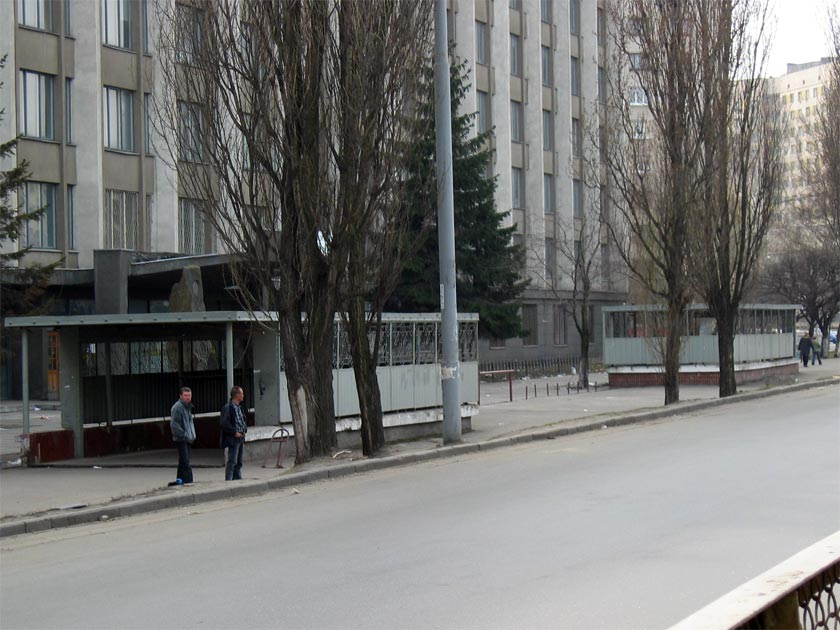
Виходи зі станції
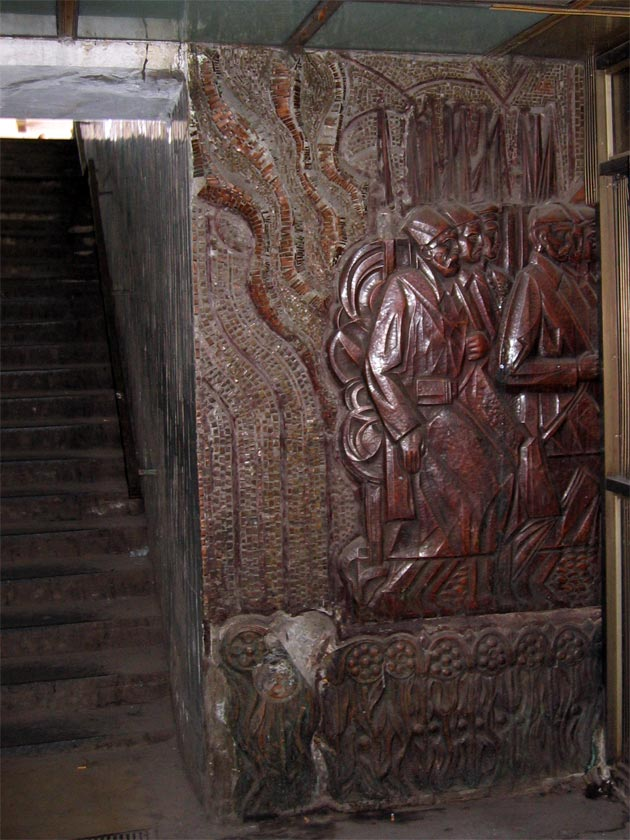
Фрагмент рельєфу у підземному переході, 2005 (нині демонтований)
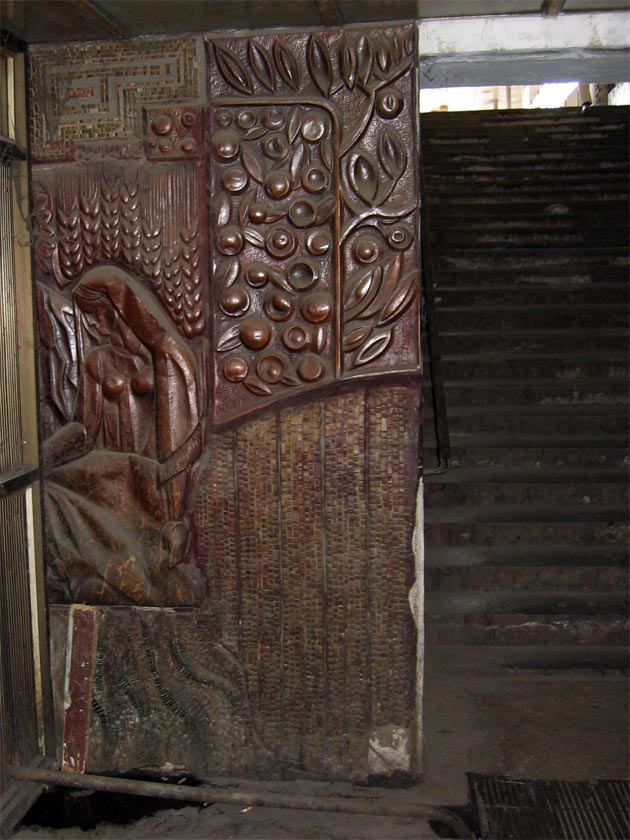
Фрагмент рельєфу у підземному переході, 2005 (нині демонтований)